# Mahmoud Samimi
Mahmoud Samimi (ur. 18 września 1988 w Szahr-e Kord) – irański lekkoatleta, dyskobol.

## Osiągnięcia
- srebrny medal Uniwersjady (Belgrad 2009)
- złoto igrzysk wojska (Rio de Janeiro 2011)
- brąz igrzysk wojska (Mungyeong 2015)

W 2016 reprezentował Iran na igrzyskach olimpijskich w Rio de Janeiro, podczas których zajął 30. miejsce w eliminacjach i nie awansował do finału.

## Rekordy życiowe
- rzut dyskiem - 65,00 (2016)

Rzut dyskiem uprawiają również jego starsi bracia - Abbas oraz Mohammad.